# Brachyuromys
Brachyuromys (Forsyth Major, 1896) è un genere di roditori della famiglia dei Nesomiidi.

## Descrizione

### Dimensioni
Al genere Brachyuromys appartengono roditori di piccole dimensioni, con lunghezza della testa e del corpo tra 145 e 180 mm, la lunghezza della coda tra 60 e 105 mm e un peso fino a 105 g.

### Caratteristiche craniche e dentarie
Il cranio è robusto e presenta un rostro corto e tozzo e le bolle timpaniche grandi e rigonfie. I fori palatali sono lunghi. Gli incisivi sono larghi, i molari hanno la corona elevata e la superficie occlusiva è formata da tre lamine trasversali.
Sono caratterizzati dalla seguente formula dentaria:

### Aspetto
L'aspetto è quello tipico delle arvicole, con un corpo tozzo e una testa larga e rotonda. La pelliccia è soffice, liscia, densa e fine. Le parti dorsali variano dal marrone brillante al bruno-rossastro con dei riflessi giallastri, mentre le parti ventrali sono leggermente più chiare. Le orecchie sono relativamente corte e arrotondate. Gli arti sono brevi, i piedi sono stretti. Le piante hanno sei cuscinetti carnosi. La coda è più corta della testa e del corpo, è uniformemente scura e ricoperta di corti peli. Le femmine hanno un paio di mammelle post-ascellari, uno addominale e uno inguinale.

## Distribuzione
Sono roditori terricoli endemici del Madagascar.

## Tassonomia
Il genere comprende 2 specie.
- Brachyuromys betsileoensis
- Brachyuromys ramirohitra